# Église Temppeliaukio d'Helsinki
L'église Temppeliaukio (finnois : Temppeliaukion kirkko), située à l'est du Cimetière de Hietaniemi, est une église moderne en pierre et béton armé, située dans le quartier Etu-Töölö d'Helsinki, la capitale finlandaise.

## Description
L'église est considérée comme un exemple remarquable de l'architecture des années 1960, notamment en lien avec l'expressivité du courant brutaliste.
L'église est conçue par les frères Timo et Tuomo Suomalainen et est achevée en 1969. Elle forme une cavité de pierre de granit, surplombée par une coupole en béton armé qui laisse filtrer la lumière du jour entre ses nervures. Les parois de l'église se composent de roc de 5 à 8 mètres de haut. L'église a une hauteur maximale de 13 m sous la coupole.
En dehors de l'utilisation pour les offices de la paroisse évangélique-luthérienne de Taivallahti (Taivallahden seurakunta) pour laquelle elle est utilisée régulièrement, l'église est aussi utilisée pour des concerts et comme attraction touristique populaire (environ 500.000 visiteurs chaque année).
L'orgue achevé en 1975 est l’œuvre de Veikko Virtanen et possède 43 jeux.

## Galerie

### Extérieur

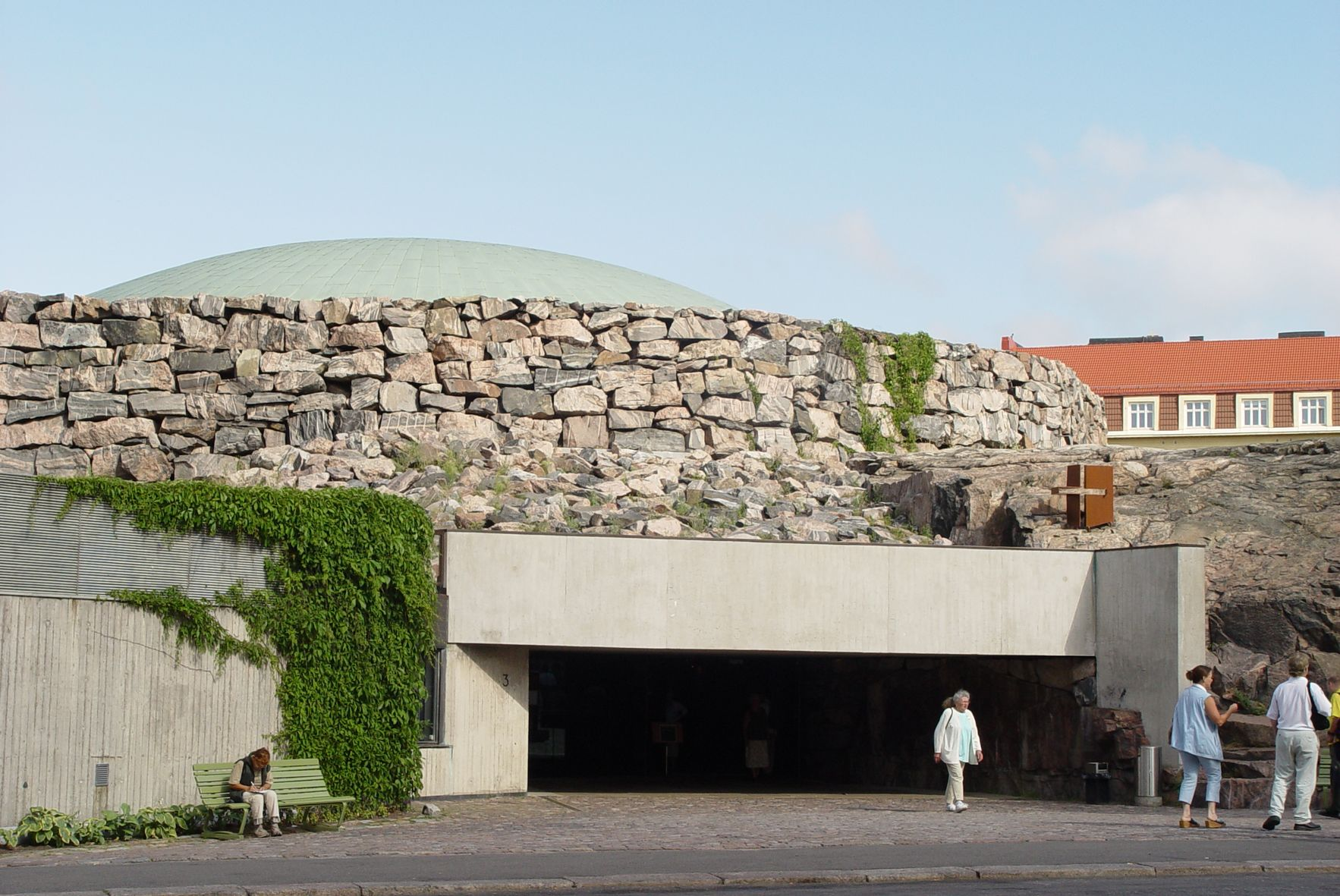
L'entrée
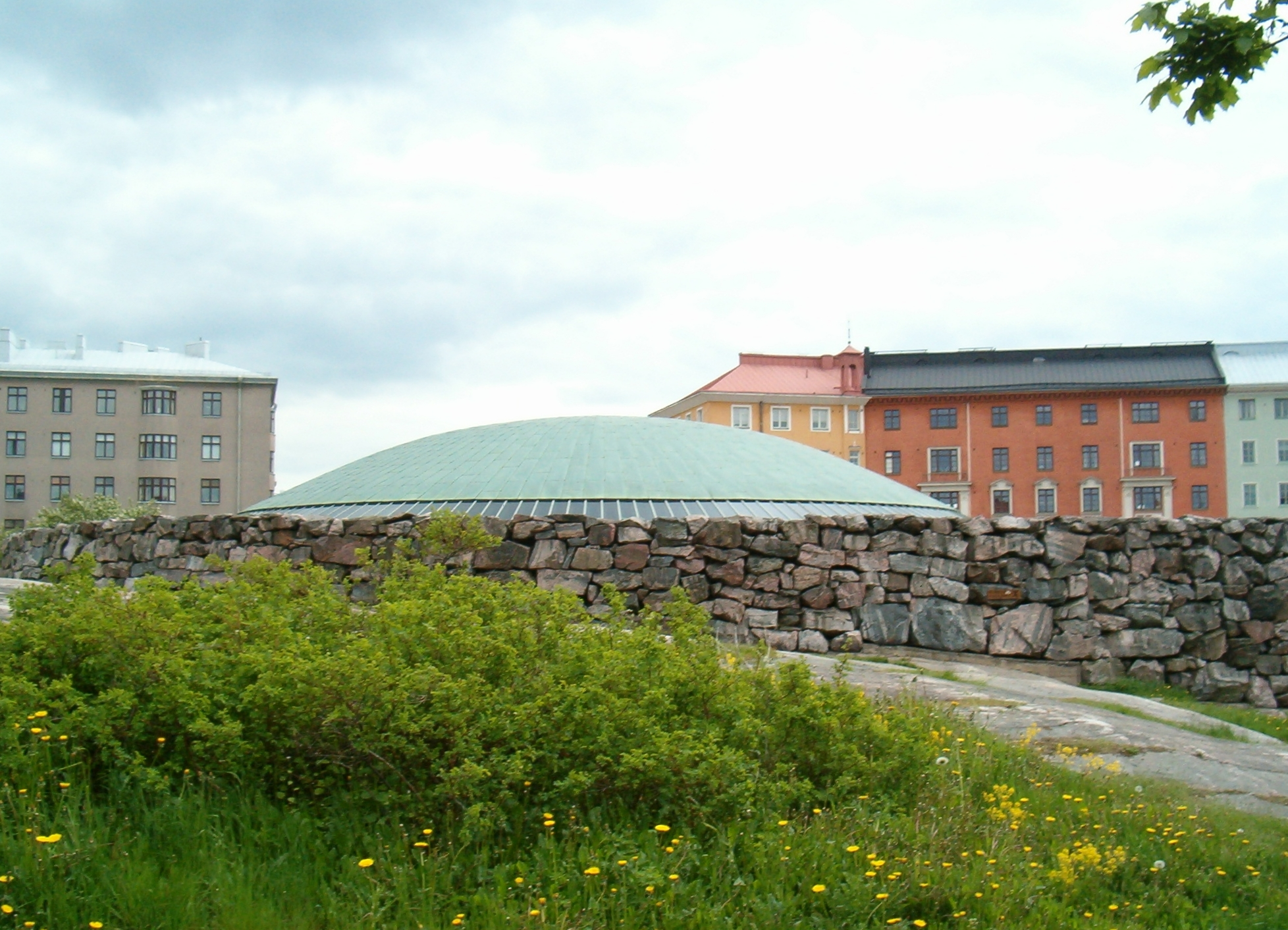
Le dôme de l'église.
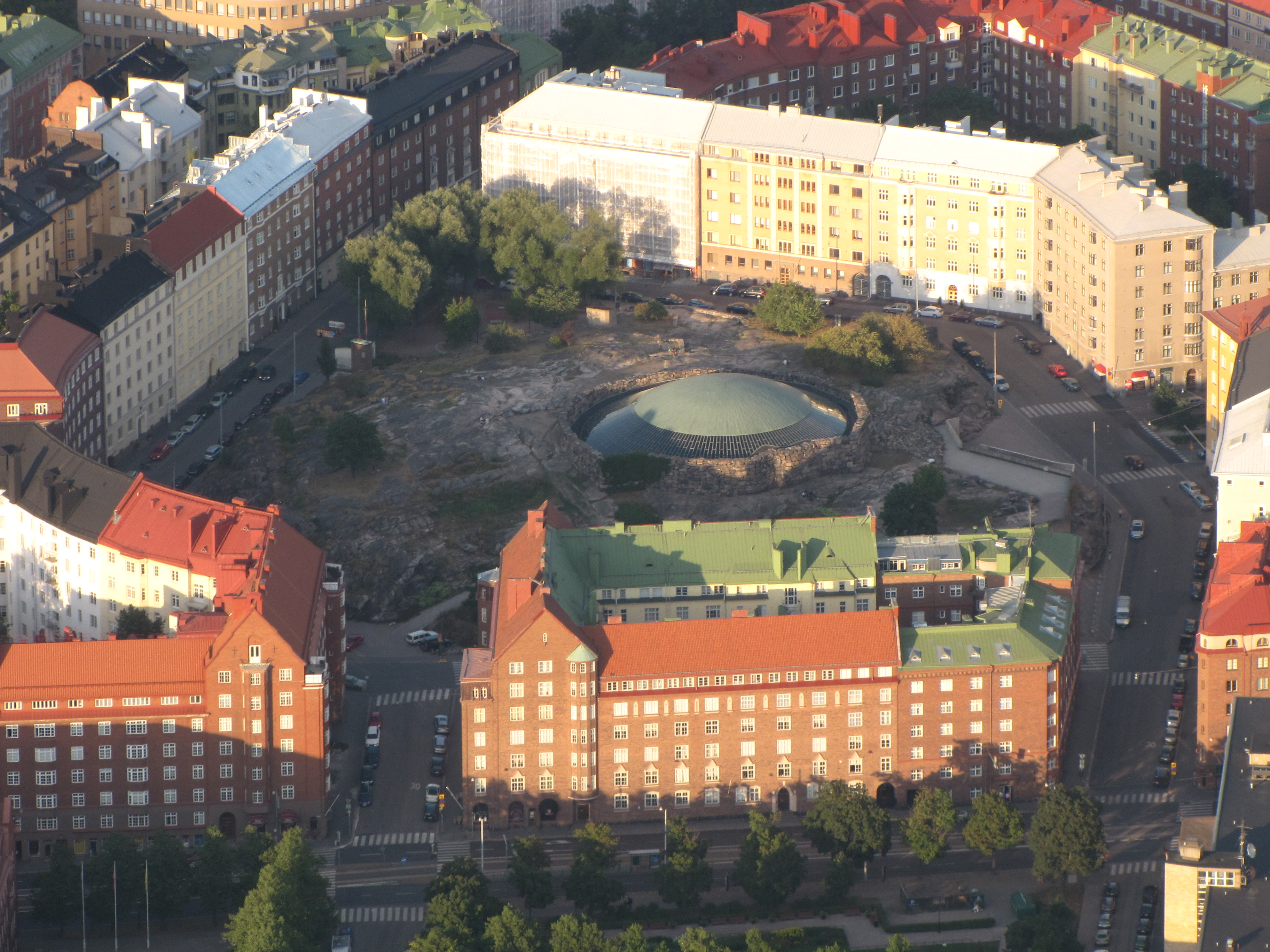
Vue aérienne de l'église.
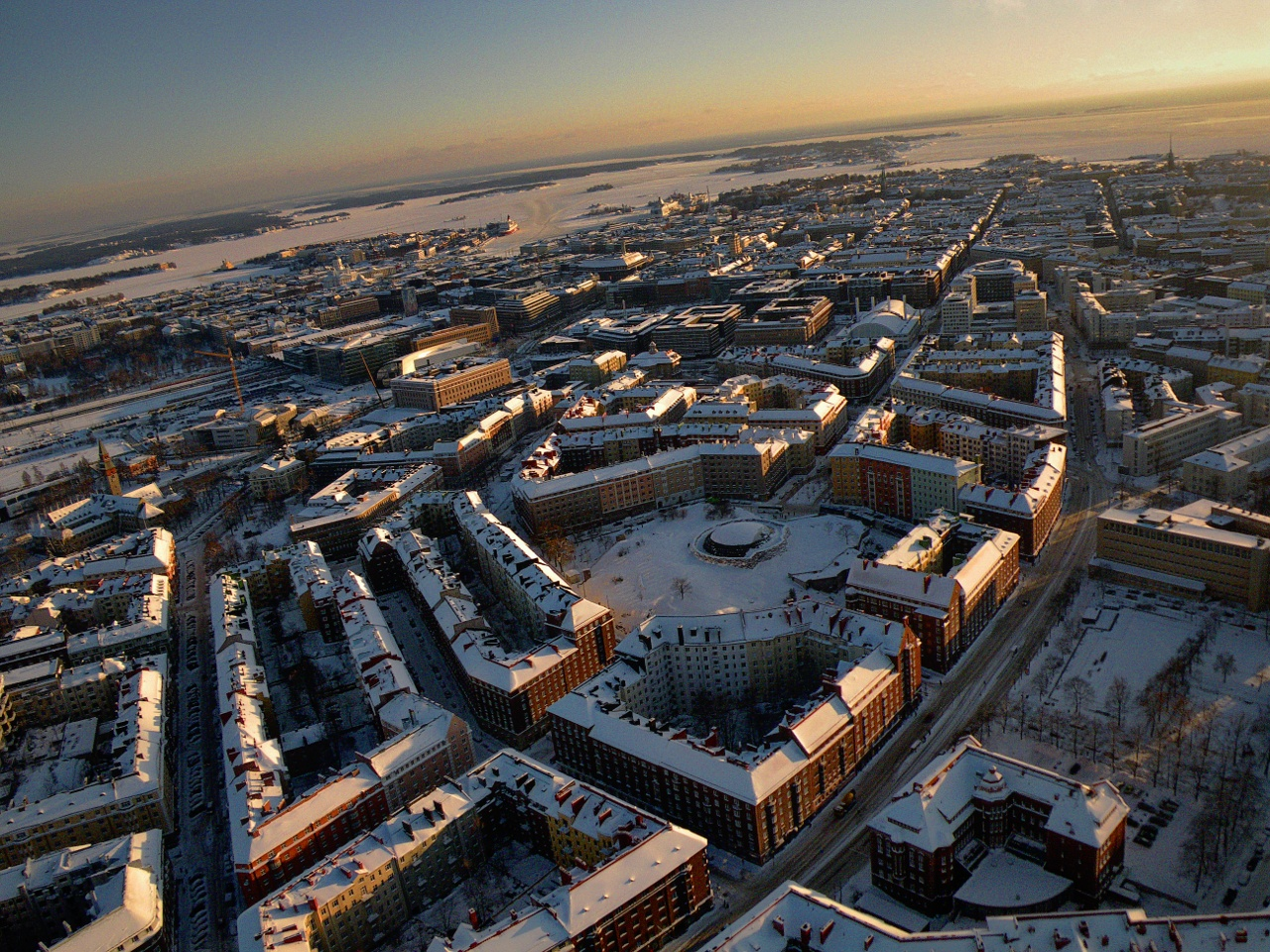
Vue aérienne de Töölö et de l'église.

### Intérieur

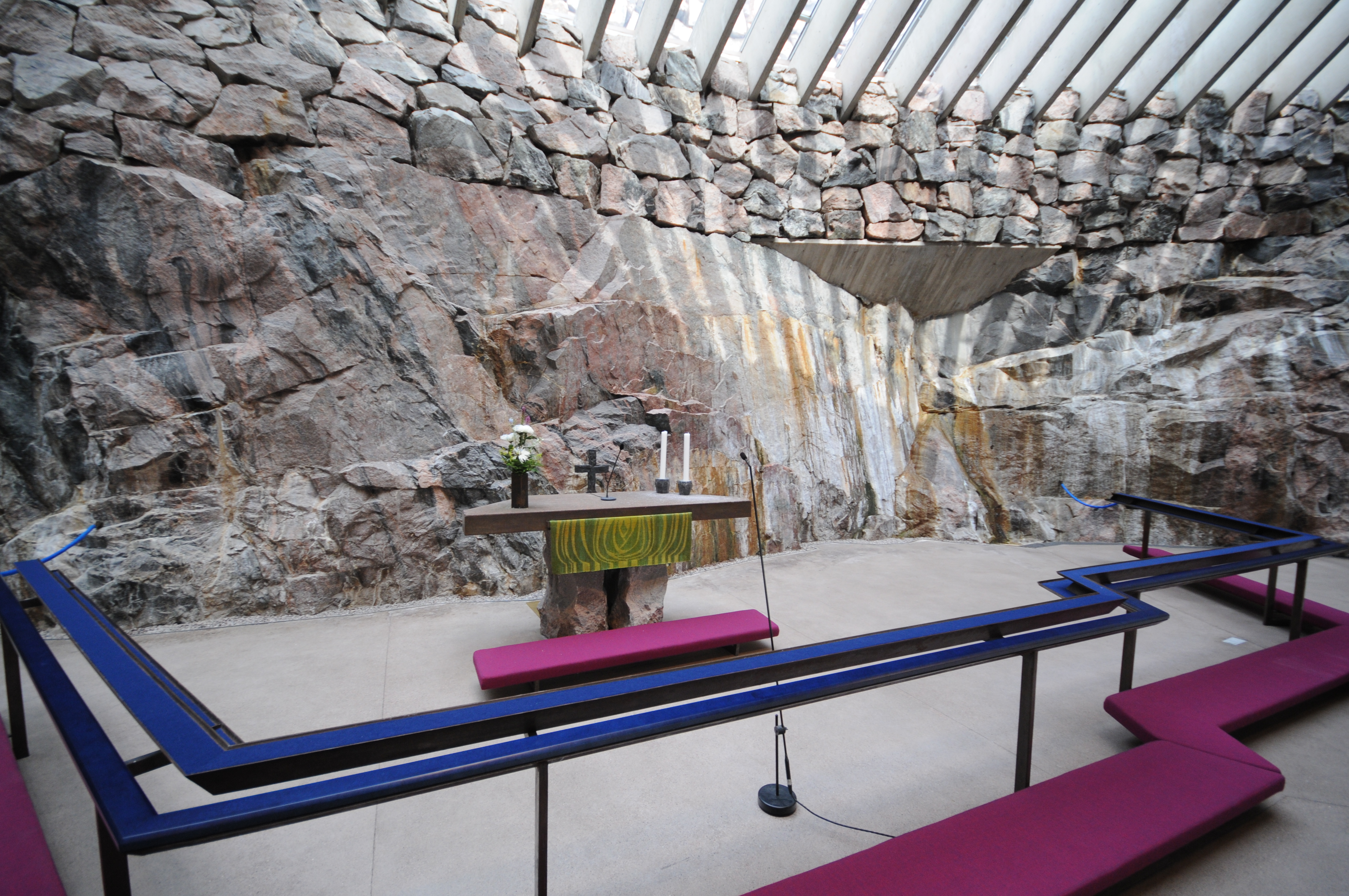
L'autel.
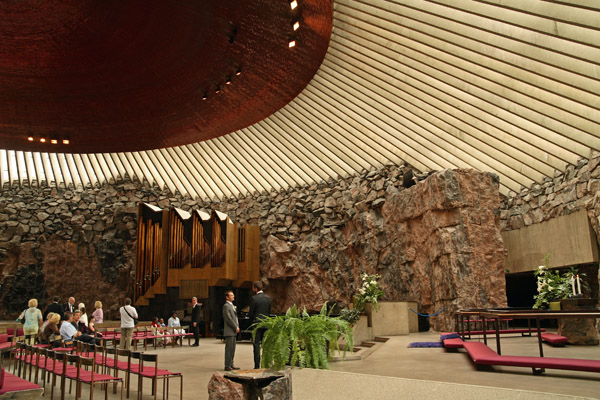
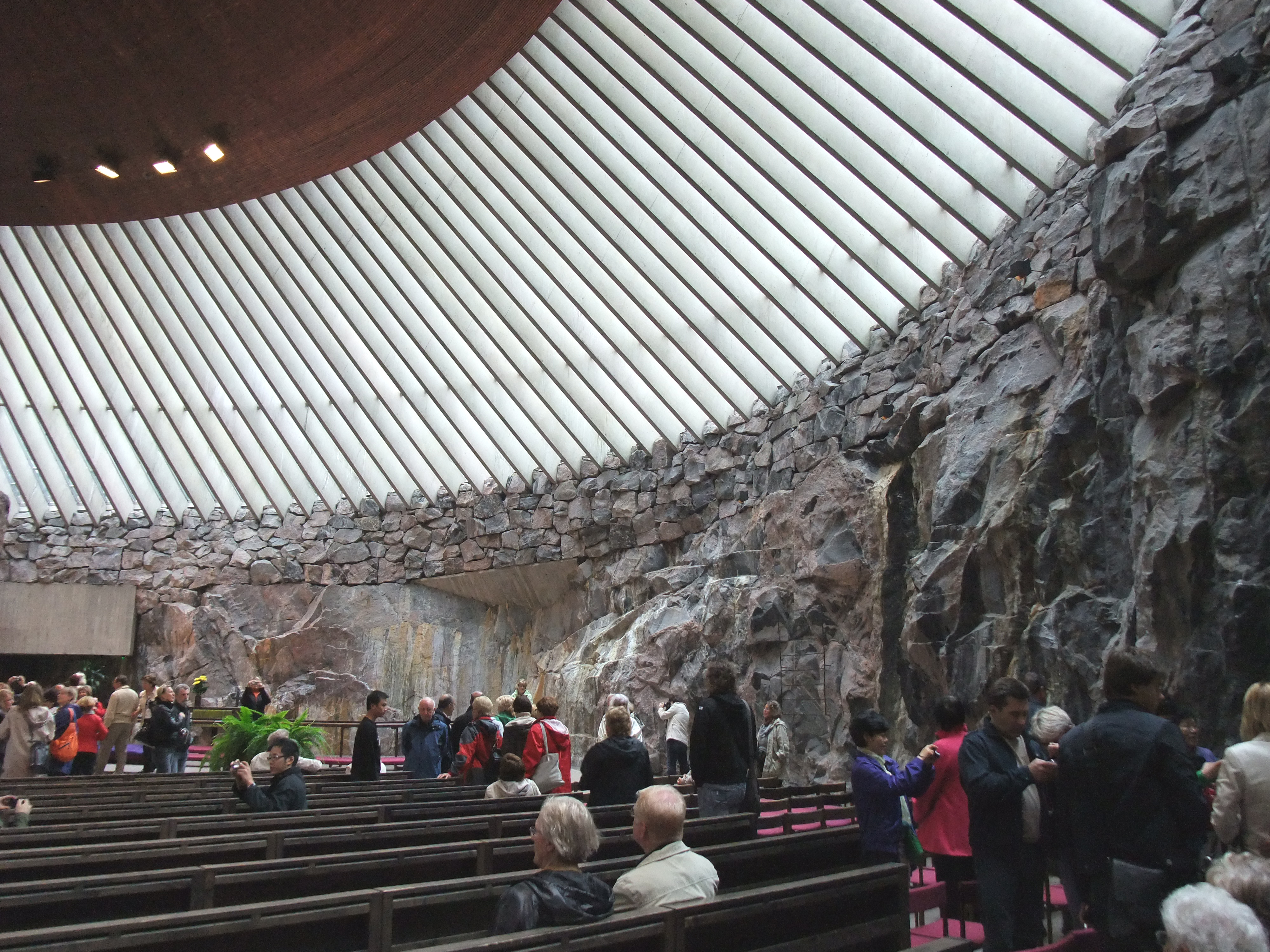
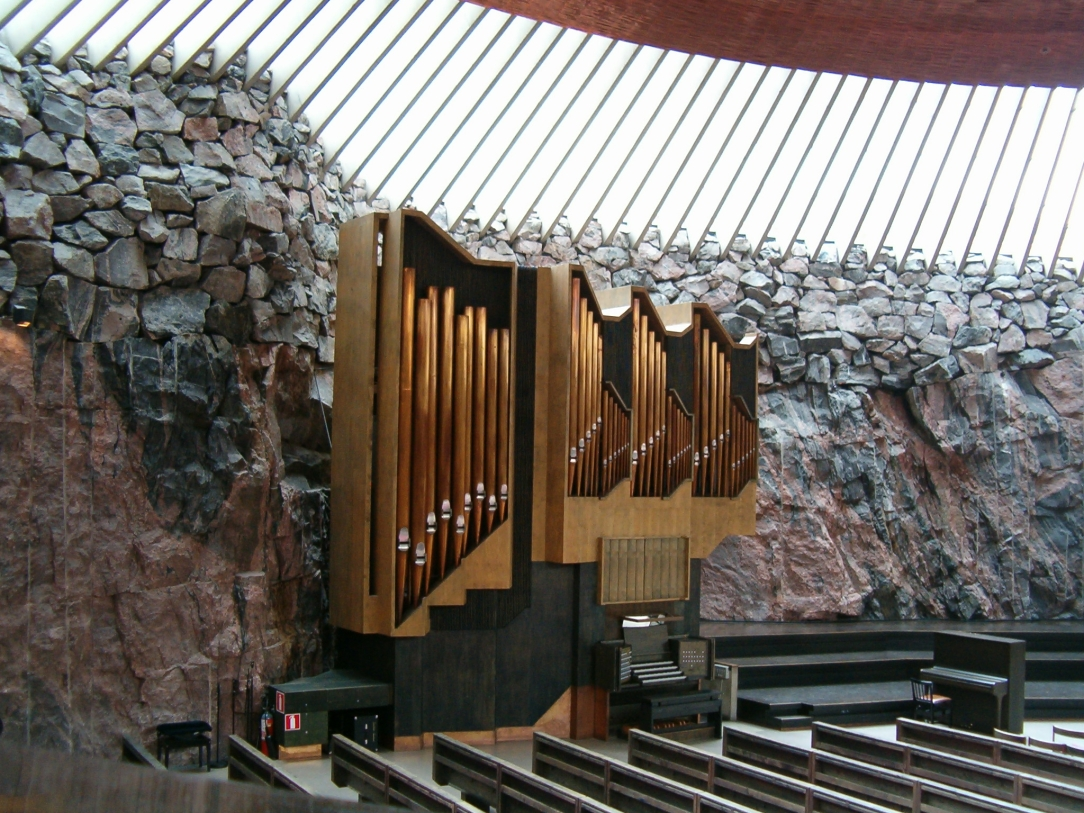
L'orgue.
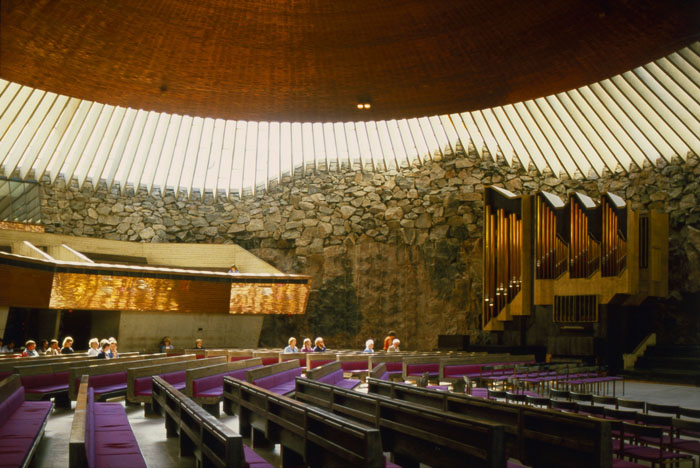
La nef et l'orgue.